# Юрай Мікуш (1988)
Юрай Мікуш (словац. Juraj Mikuš; 30 листопада 1988, м. Тренчин, ЧССР) — словацький хокеїст, захисник. Виступає за «Лев» (Прага) у Континентальній хокейній лізі.
Вихованець хокейної школи «Дукла» (Тренчин). Виступав за «Дукла» (Тренчин), ХК «95 Поважська Бистриця», «Дукла» (Сеніца), «Торонто Марліз» (АХЛ).
У чемпіонатах Словаччини — 108 матчів (3+8), у плей-оф — 25 матчів (2+1).
У складі національної збірної Словаччини провів 3 матчі. У складі молодіжної збірної Словаччини учасник чемпіонату світу 2008. У складі юніорської збірної Словаччини учасник чемпіонату світу 2006.